# Poolse parlementsverkiezingen 1985

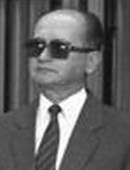
De militaire dictator van Polen, generaal Wojciech Jaruzelski, tevens leider van de communistische partij.

De Poolse parlementsverkiezingen van 1985 vonden op 13 oktober van dat jaar plaats. Als gevolg van de gespannen situatie in de Volksrepubliek Polen, werden de verkiezingen, die eigenlijk gepland stonden voor 1984, verschoven naar 1985. Het waren de laatste verkiezingen in Polen die als (volledig) onvrij kunnen worden omschreven.
De verkiezingen vonden plaats op basis van een eenheidslijst van het door de communistische Poolse Verenigde Arbeiderspartij (PZPR) gedomineerde Patriottische Beweging voor de Nationale Wedergeboorte (Patriotyczny Ruch Odrodzenia Narodowego). Deze beweging (afgekort PRON), was de opvolger van het in 1982 opgeheven Front voor de Eenheid van de Natie (Front Jedności Narodu).

## Uitslag
De opkomst van 78,86% was lager dan bij de verkiezingen van 1980. (Het was zelfs de laagste opkomst tot dan toe in het bestaan van de volksrepubliek).
| Coalitie                                                      | Partij of groep                  | Stemmen    | %       | Zetels    | Verschil |
| ------------------------------------------------------------- | -------------------------------- | ---------- | ------- | --------- | -------- |
| Patriottische Beweging voor de Nationale Wedergeboorte (PRON) | Poolse Verenigde Arbeiderspartij |            | 53,2%   | 245 / 460 | 16       |
| Patriottische Beweging voor de Nationale Wedergeboorte (PRON) | Verenigde Boerenpartij           |            | 23,0%   | 106 / 460 | 7        |
| Patriottische Beweging voor de Nationale Wedergeboorte (PRON) | Democratische Partij             |            | 7,6%    | 35 / 460  | 2        |
| Patriottische Beweging voor de Nationale Wedergeboorte (PRON) | PAX Vereniging                   |            | 2,0%    | 9 / 460   | 2        |
| Patriottische Beweging voor de Nationale Wedergeboorte (PRON) | Christelijk-Sociale Vereniging   |            | 1,1%    | 7 / 460   | 2        |
| Patriottische Beweging voor de Nationale Wedergeboorte (PRON) | Znak                             |            | 1,1%    | 5 / 460   | 0        |
| Patriottische Beweging voor de Nationale Wedergeboorte (PRON) | Onafhankelijk                    |            | 11,5%   | 53 / 460  | 21       |
| Totaal                                                        | Totaal                           |            |         | 460       | 0        |
|                                                               |                                  |            |         |           |          |
| Geldige stemmen                                               | Geldige stemmen                  | 20.489.086 | 99,68%  |           |          |
| Blanco/ ongeldige stemmen                                     | Blanco/ ongeldige stemmen        | 65.096     | 0,32%   |           |          |
| Totaal uitgebrachte stemmen                                   | Totaal uitgebrachte stemmen      | 20.554.182 | 100,00% |           |          |
| Geregistreerde kiezers/ opkomst                               | Geregistreerde kiezers/ opkomst  | 26.065.497 | 78,86%  |           |          |
| Bron: IPU , Nohlen et al.                                     |                                  |            |         |           |          |